# Кривенко Марія Євстахівна
Марія Євстахівна Кривенко (нар. 18 квітня 1963, с. Побережжя, Тисменицький район, Івано-Франківська область) — українська поетка, прозаїк, публіцистка, член Асоціації українських письменників, колумністка інтернет-видань «Українська правда», «Збруч».

## Життєпис
Народилася в с. Побережжя Тисменицького району Івано-Франківської області.
Закінчила Коломийське педагогічне училище з фаху «вчитель молодших класів» (1982), Львівський державний університет імені Івана Франка (відділення української філології) (1987 р). До середини 1990-х років працювала керівником гуртка української мови та літератури у Львівській Малій академії наук (МАН), пізніше — літредактором у політологічному центрі «Генеза».
Була одружена з Олександром Кривенком. У подружжя народилося чотири дочки.

## Творчість
Друкуватися почала з кінця 1980-х років.

### Збірки поезії
- «Споглядання вогню» (1999, Львів: Бібліотека журналу «Ї»);
- «Дивні дні» (2005, Київ: «Факт», серія «Зона Овідія»);
- «Коли спекотно» — неопублікована книга поезії.

Деякі вірші Марії Кривенко перекладені англійською. Як автор поезії, вона є учасником колективних видань:
- двомовної українсько-англійської антології «Сто років юності» (2001, Львів: Літопис);
- колективного збірника поезії «Ми і Вона» (2005, Львів: Видавництво Старого Лева);
- колективного збірника українського верлібру «Ломикамінь» (2018, Львів: Піраміда) та інших.

### Проза
- «Ностальгія» (2006, Львів: Піраміда);
- «Дорога опівдні» (2017, Львів: Видавництво Старого Лева).

Твори Марії Кривенко неодноразово друкувалися в журналах «Дзвін», «Сучасність», «Кур'єр Кривбасу». Автор посібника для середньої школи про Миколу Хвильового «Огнецвіт фантазії» із серії «УСЕ для школи». У публіцистиці багато уваги приділяє проблемам вивчення української літератури в школі.

## Громадська діяльність
Ведуча та організатор літературних вечорів (журфіксів) у Львові в Академічній книгарні на вул. Нижанківського, 5 упродовж 2003—2005 років.

### Дещо з інтерв'ю з Марією Кривенко
- Ностальгія … за коханням [Архівовано 29 травня 2018 у Wayback Machine.] // День. — 2007. — 14 лютого.
- Правильні акценти [Архівовано 28 травня 2018 у Wayback Machine.] // Львівська пошта. — 2008. — 27 вересня.
- «Слово має бути вмотивоване» [Архівовано 28 травня 2018 у Wayback Machine.] // Поступ. — 2006. — 29 квітня.

### Про творчість Марії Кривенко
- Людмила Таран Жіноча роль. — Київ: Основи, 2007.
- Т. Вергелес (9 вересня 2017). Відважна «Дорога опівдні» Марії Кривенко в очікуванні … скандалу…. zik.ua. ZIK. Архів оригіналу за 29 травня 2018. Процитовано 9 жовтня 2024.
- О. Думанська (26 вересня 2017). Жінка: в тривозі й творчості триває твій талан(т). Про два суголосні романи з-під пера Марії Кривенко. zik.ua. ZIK. Архів оригіналу за 28 травня 2018. Процитовано 9 жовтня 2024.
- Дарина Попіль Дорога до себе // Наше слово. — 2017. — 27 грудня.
- Львів — місто натхнення. Література. Путівник за призначенням. — Львів: Видавництво Старого Лева, 2017. — 448 c. — ISBN 978-617-679-345-8.